# 강영석 (배우)
강영석 (1991년 8월 12일 ~ )은 대한민국의 배우이다.

## 학력
- 개포고등학교 (졸업)
- 중앙대학교 연극영화학과 (재학)

## 출연작

### 드라마
| 연도 | 방송사     | 제목                                 | 역할   | 비고   |
| ---- | ---------- | ------------------------------------ | ------ | ------ |
| 2017 | tvN        | 월화드라마 《변혁의 사랑》           | 장철민 |        |
| 2018 | SBS        | 월화드라마 《키스 먼저 할까요》      | 민우식 |        |
| 2018 | tvN        | 월화드라마 《백일의 낭군님》         | 권혁   |        |
| 2020 | tvN        | 토일드라마 《화양연화》              | 강준우 |        |
| 2021 | JTBC       | 금토드라마 《언더커버》              | 정철훈 |        |
| 2022 | tvN        | 월화드라마 《군검사 도베르만》       | 강하준 |        |
| 2022 | JTBC       | 수목드라마 《인사이더》              | 장선오 |        |
| 2022 | tvN        | 월화드라마 《멘탈코치 제갈길》       | 고영토 | 16부작 |
| 2023 | tvN        | 수목드라마 《조선정신과의사유세풍2》 | 전강일 | 10부작 |
| 2023 | ENA        | 수목드라마 《유괴의 날》             | 제이든 |        |
| 2023 | JTBC       | 토일드라마 《웰컴투 삼달리》         | 부상도 | 16부작 |
| 2024 | TVING      | 오리지널 드라마 《우씨왕후》         | 고연우 | 8부작  |
| 2025 | 쿠팡플레이 | 오리지널 드라마 《뉴토피아》         | 서진욱 | 8부작  |

### 영화
- 2021년 《비와 당신의 이야기》 - 북웜 역
- 2022년 《대통령 정약용》 - 장희철 역
- 2024년 《카브리올레》 - 정기석 역

### 연극
- 《어나더컨트리》 - 가이 베넷 역
- 《조지아 맥브라이드의 전설》 - 케이시 역
- 《히스토리보이즈》 - 데이킨 역
- 《R&J》 - 학생2 역
- 《어나더컨트리》 - 데비니쉬 역
- 《나미야 잡화점의 기적》 - 코헤이 역
- 《지구를 지켜라》 - 병구 역
- 《올드위키드송》 - 스티븐 역
- 《모범생들》 - 민영, 명준 역
- 《B성년》

### 뮤지컬
- 《차미》 - 오진혁 역
- 《그날들》 - 상구 역
- 《홀연했던 사나이》 - 승돌이 역
- 《찌질의 역사》 - 서민기 역
- 《블랙메리포핀스》 - 헤르만 역
- 《마마 돈 크라이》 - 프로페서V 역
- 《쓰릴 미》 - 나 역
- 《총각네 야채가게》 - 윤민 역
- 《화랑》 - 무관랑 역

## 수상 및 후보
| 연도 | 시상식                   | 부문        | 작품            | 결과 |
| ---- | ------------------------ | ----------- | --------------- | ---- |
| 2022 | 제8회 에이판 스타 어워즈 | 남자 신인상 | 군검사 도베르만 | 미정 |